# Mount Hordern
Mount Hordern är ett berg i Antarktis. Det ligger i Östantarktis. Australien gör anspråk på området. Toppen på Mount Hordern är 1 444 meter över havet.
Terrängen runt Mount Hordern är huvudsakligen lite kuperad. Trakten är obefolkad. Det finns inga samhällen i närheten. 